# رسول (فلم)
رسول (بالإنجليزية: Apostle) هو فيلم رعب تم انتاجه في الولايات المتحدة و المملكة المتحدة و صدر سنة 2018 بطولة دان ستيفنز وكريستين فروزيث ومايكل شين.

## القصة
يقع رجل هائمٌ، قد أوكلت إليه مهمّة خطيرة لإنقاذ شقيقته المخطوفة، من قبل طائفة دينيّة شرّيرة على جزيرة معزولة.

## وصلات خارجية
- مقالات تستعمل روابط فنية بلا صلة مع ويكي بيانات

رسول على موقع IMDb
رسول على موقع Rotten Tomatos
رسول على موقع Netflix
رسول على AllMovie